# Tyholttårnet

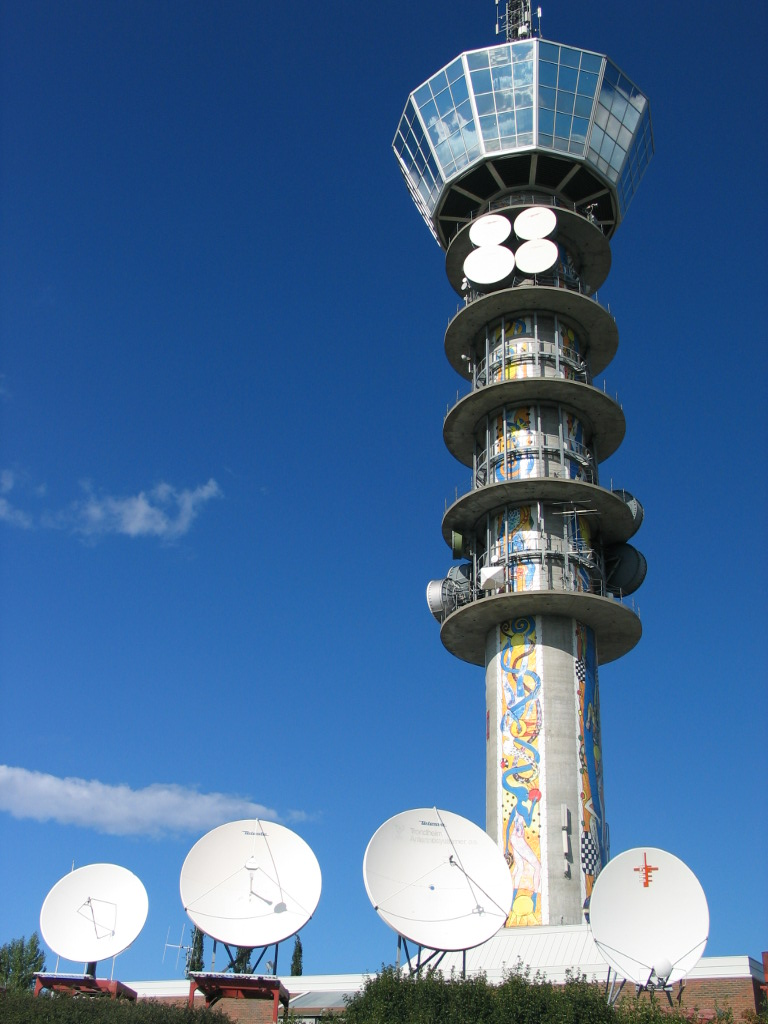
Tyholttårnet

Tyholttårnet (torre di Tyholt) è una torre alta 124 metri a Trondheim, Norvegia. Tyholttårnet è stata costruita nel 1985 e progettata dall'architetto Nils Christian. Tra i servizi offerti, c'è un ristorante panoramico girevole (Egon Tårnet) ad 80 metri di altezza, che compie un giro completo ogni ora ed è famoso per il paesaggio offerto.